# Сенояди
Сеноядите ("Psocoptera") са малък разред дребни (1÷10 mm) насекоми с непълно превръщане. Описани са над 5700 вида, от които в България са установени 67.

## Външен вид
Сеноядите са малки насекоми с дължина 1÷10 mm. Възрастните форми (имаго) обикновено са крилати, но има и късокрили (брахиптерни) и безкрили видове. В покой крилата са прибрани покривообразано до тялото. Повечето са в жълто-кафеникави или сиви тонове, но има по-шарени видове.
Главата обикновено с големи сложни очи, дълги нишковидни антенки с 11÷50 членчета, голям и изпъкнал постклипеус. Устният апарат е от гризещ тип, мандибулите са асиметрични, максиларните палпи с 4 членчета. Лабиумът с къси палпи от 1 или 2 членчета.
Стъпалата са с 2 членчета при нимфите и 2 или 3 членчета при възрастните.

## Местообитание и хранене
Сеноядите са сухоземни и обитават най-често дървета и храсти или листната постилка. Срещат се също върху и под камъни, в пещери, гнезда на птици и бозайници, а някои и в домовете и складовете на хората. Хранят се основно с храна от растителен произход, гъби, лишеи, органични частици от различен произход (детрит).
Възрастните и незрелите форми имат сходен начин на живот с изключение на дисперсията и размножаването, които се извършват от възрастните.

## Жизнен цикъл
Като насекоми с непълна метаморфоза, сеноядите преминават през три стадия на развитие – яйце, нимфа и имаго. Повечето се размножават полово, но някои са факултативно или облигатно партеногенетични. Могат да имат от едно до няколко поколения годишно в зависимост от вида и местния климат.
Яйцата се снасят поединично или на малки групи и могат да бъдат голи или покрити с копринени нишки или втвърдяваща се фекална маса. При малък брой видове се наблюдава живораждане – например в родовете Archipsocopsis и Phallocaecilius.
При излюпването си, пронимфата използва своеобразен хитинов „яйцеразпуквач“ намиращ се в предната част на тялото ѝ. След разпукване на яйцето, пронимфата линее и напуска ембрионалното си съблекло, което остава прикачено към яйцето.
Така излюпената нимфа преминава най-често през 6 възрасти, но понякога по-малко, докато достигне зрялата си форма (имаго). Нимфите приличат на възрастните, но са винаги безкрили.
При някои видове, мъжките изпълняват специфичен брачен танц преди копулацията, включващ въртене около женската и вибриране с крила или антенки. Ако женската прояви интерес, следва копулация.

### Партеногенеза
Много видове сенояди могат да се размножават безполово чрез партеногенеза, при която от неоплодени яйца се излюпват женски индивиди (телитокия). При повечето от тези видове, партеногенезата е облигатна (задължителна) и не съществуват мъжки индивиди, при някои е факултативна (незадължителна, възникваща при определени условия).
Съществуват и видови комплекси съставени от двуполови и еднополови (партеногенетични женски) видове, които нямат отличителни външни белези помежду си. Но между тях съществува репродуктивна изолация – женските от партеногенетичния вид не провокират брачен танц у мъжките на двуполовия вид, нито реагират на брачния танц, когато той е провокиран от близкостояща женска от неговия вид.

## Систематика
Най-новите филогенетични проучвания установяват че, сеноядите са парафилетична група, от която са произлезли въшките (Phthiraptera). Тъй като в таксономията се работи само с монофилетични групи, е създаден нов монофилетичен разред Psocodea включващ сеноядите и въшките, а Psocoptera става невалиден таксон. Тъй като сеноядите са добре обособена група, в практиката продължава да се използва групата "Psocoptera", като обикновено се поставя в кавички за да се покаже, че не е валиден (монофилетичен) таксон.
Филогенетично дърво показващo взаимоотношенията между въшките (Phthiraptera) и сеноядите:
|  | Phthiraptera (въшки) |
|  |                      |
|  | Liposcelididae       |
|  |                      |

|  | Pachytroctidae  |
|  |                 |
|  | Sphaeropsocidae |
|  |                 |

|  | Phthiraptera (въшки) |
|  |                      |
|  | Liposcelididae       |
|  |                      |

|  | Pachytroctidae  |
|  |                 |
|  | Sphaeropsocidae |
|  |                 |

|  | Phthiraptera (въшки) |
|  |                      |
|  | Liposcelididae       |
|  |                      |

|  | Pachytroctidae  |
|  |                 |
|  | Sphaeropsocidae |
|  |                 |

|  | Phthiraptera (въшки) |
|  |                      |
|  | Liposcelididae       |
|  |                      |

|  | Pachytroctidae  |
|  |                 |
|  | Sphaeropsocidae |
|  |                 |

|  | Phthiraptera (въшки) |
|  |                      |
|  | Liposcelididae       |
|  |                      |

|  | Pachytroctidae  |
|  |                 |
|  | Sphaeropsocidae |
|  |                 |

|  | Phthiraptera (въшки) |
|  |                      |
|  | Liposcelididae       |
|  |                      |

|  | Pachytroctidae  |
|  |                 |
|  | Sphaeropsocidae |
|  |                 |

|  | Phthiraptera (въшки) |
|  |                      |
|  | Liposcelididae       |
|  |                      |

|  | Pachytroctidae  |
|  |                 |
|  | Sphaeropsocidae |
|  |                 |

|  | Phthiraptera (въшки) |
|  |                      |
|  | Liposcelididae       |
|  |                      |

|  | Pachytroctidae  |
|  |                 |
|  | Sphaeropsocidae |
|  |                 |

|  | Phthiraptera (въшки) |
|  |                      |
|  | Liposcelididae       |
|  |                      |

|  | Pachytroctidae  |
|  |                 |
|  | Sphaeropsocidae |
|  |                 |

|  | Phthiraptera (въшки) |
|  |                      |
|  | Liposcelididae       |
|  |                      |

|  | Pachytroctidae  |
|  |                 |
|  | Sphaeropsocidae |
|  |                 |

|  | Phthiraptera (въшки) |
|  |                      |
|  | Liposcelididae       |
|  |                      |

|  | Pachytroctidae  |
|  |                 |
|  | Sphaeropsocidae |
|  |                 |

|  | Phthiraptera (въшки) |
|  |                      |
|  | Liposcelididae       |
|  |                      |

|  | Pachytroctidae  |
|  |                 |
|  | Sphaeropsocidae |
|  |                 |

|  | Phthiraptera (въшки) |
|  |                      |
|  | Liposcelididae       |
|  |                      |

|  | Pachytroctidae  |
|  |                 |
|  | Sphaeropsocidae |
|  |                 |

|  | Phthiraptera (въшки) |
|  |                      |
|  | Liposcelididae       |
|  |                      |

|  | Pachytroctidae  |
|  |                 |
|  | Sphaeropsocidae |
|  |                 |

|  | Phthiraptera (въшки) |
|  |                      |
|  | Liposcelididae       |
|  |                      |

|  | Pachytroctidae  |
|  |                 |
|  | Sphaeropsocidae |
|  |                 |

|  | Phthiraptera (въшки) |
|  |                      |
|  | Liposcelididae       |
|  |                      |

|  | Pachytroctidae  |
|  |                 |
|  | Sphaeropsocidae |
|  |                 |

Сеноядите в това дърво представляват всички клонове, без този на въшките.

## Икономическо значение
Повечето сенояди не представляват икономически интерес. Някои видове от родовете Liposcelis и Lepinotus са станали складови вредители предимно по зърнени продукти. Могат да нанасят щети и по музейни сбирки от хербарии и насекоми, стари книги (особено когато са влажни и мухлясали). Някои от тези видове са станали космополитни благодарение на търговията.